# Luis Amado Carballo
Luís Amado Carballo (Pontevedra, 1901 - Pontevedra, 1927) fue un escritor español en lengua gallega.
Cursó estudios de Filosofía y Letras en Santiago de Compostela (La Coruña), pero sin llegar a finalizarlos. En 1920 se trasladó a Madrid con la idea de dedicarse al periodismo, cosa que sólo consigue parcialmente. Lleva una vida bohemia y asiste a algunas tertulias literarias.
De vuelta a Pontevedra, en 1922 fundó junto con Xoán Vidal Martínez la revista Alborada. En 1924, después de ejercer de maestro con carácter interino, ingresó como redactor de La Concordia en Vigo (Pontevedra) y después en El pueblo gallego. Murió en Pontevedra a los veintisiete años, a consecuencia de la tuberculosis.
En 1982 se le dedicó el Día de las Letras Gallegas.

## Obra

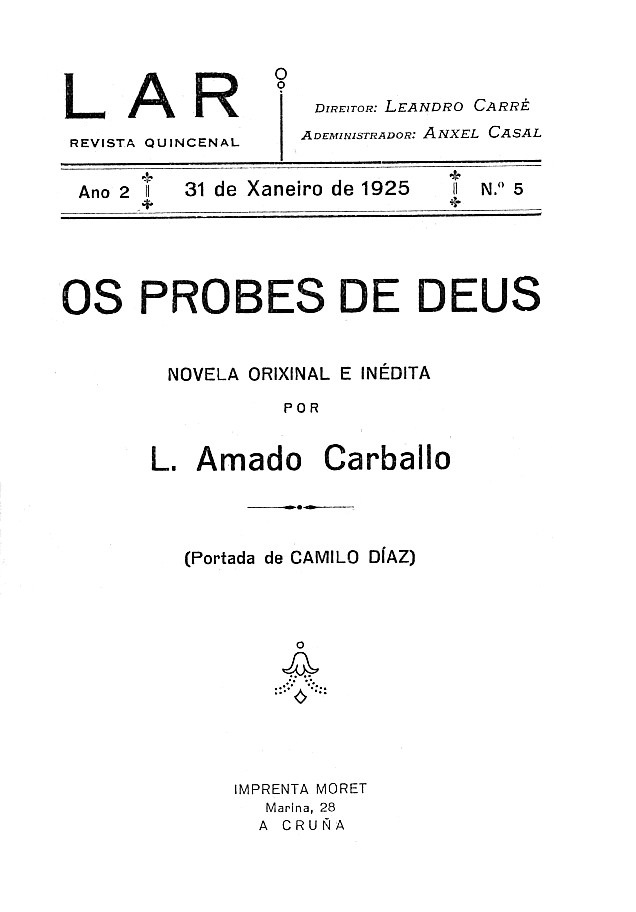
Os probes de Deus, 1925, portada interior.

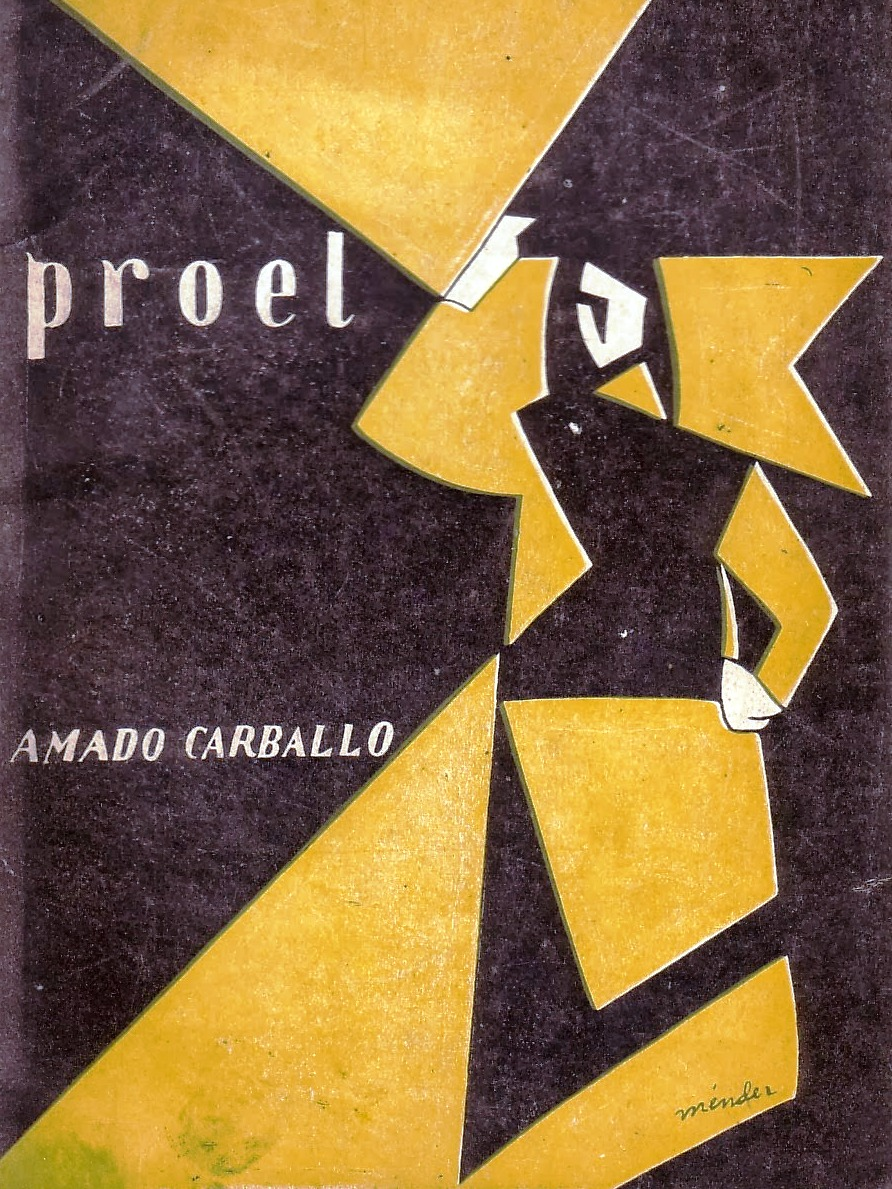
Proel, 1927.

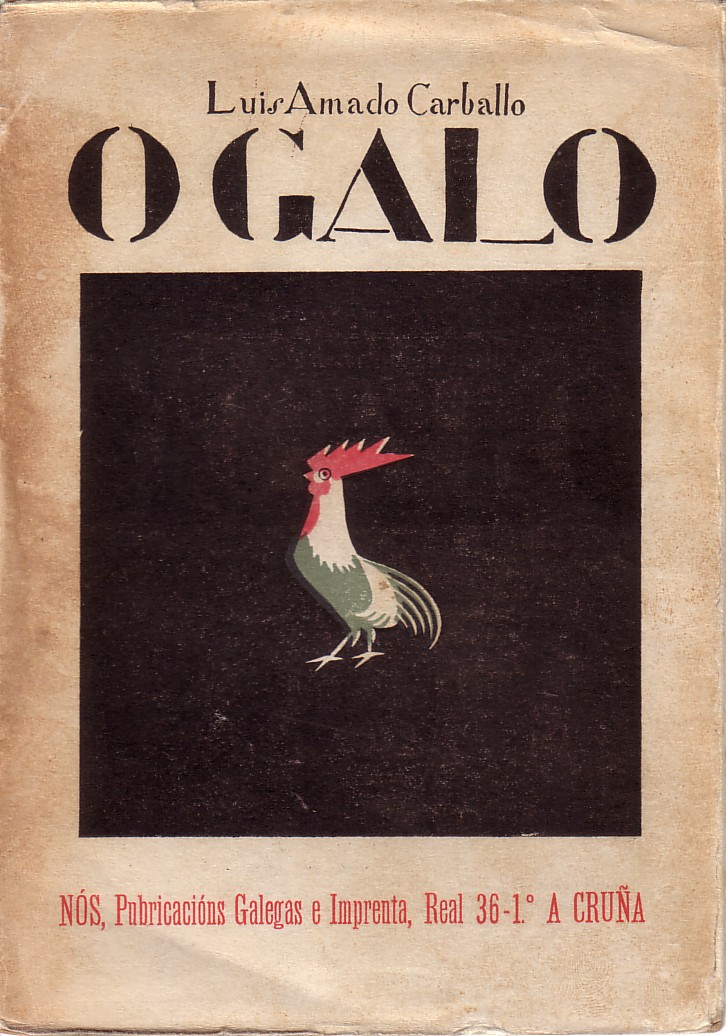
O Galo, 1928.

- Maliaxe (Pontevedra, 1922)
- Os probes de Deus (1925)
- Proel (Pontevedra, 1927)
- O Galo (1928)

### Recopilaciones y reediciones
- Obras en prosa e verso, con prólogo de Méndez Ferrín, Castrelos, 1970.
- Escolma de Amado Carballo, Departamento de Filoloxía Galega, USC, 1982, ISBN 8471912805.
- Luís Amado Carballo. Vida e obra. Escolma de textos, Álvarez Blázquez, X. M., RAG, 1982.
- Obra completa, Biblioteca Básica da Cultura Galega, 1985, ISBN 8471549743.
- O Galo e poemas soltos, Biblioteca de Autores Galegos, Diario 16 de Galicia, 1992.
- Poesía galega completa, L. Alonso Girgado, Sotelo Blanco, 1994, ISBN 978-84-7824-143-9.[1]
- Obra poética galega, Luís Alonso Girgado, Xerais, 2001. ISBN 978-84-8302-640-3.[2]
- Proel - O galo, BG120 v. 16, 2002, ISBNs 84-88254-87-3 e 84-8302-737-2.
- O mellor de... Luís Amado Carballo (1901-1927), La Voz de Galicia, 2010.[3]